# NGC 2330
NGC 2330 é uma galáxia elíptica (E) localizada na direcção da constelação de Lynx. Possui uma declinação de +50° 09' 11" e uma ascensão recta de 7 horas, 09 minutos e 28,3 segundos.
A galáxia NGC 2330 foi descoberta em 2 de Janeiro de 1851 por William Parsons.